# Sozialbetrug
Sozialbetrug bezeichnet einen Tatbestand nach § 153 d des österreichischen Strafgesetzbuches, der zum 1. März 2005 eingeführt wurde.

## Merkmale
Ein Sozialbetrug liegt vor, wenn abgabenpflichtige Selbständige oder Arbeitgeber keine oder zu geringe Sozialversicherungsbeiträge abführen, indem sie ihre Arbeiter oder Angestellten nicht als Arbeitnehmer anmelden oder falsche Unterlagen über die Art und Dauer eines Arbeitsverhältnisse vorlegen oder Scheinfirmen gründen, die sie auflösen, sobald Beitragsforderungen der Sozialbehörden eintreffen. Bedingter Vorsatz ist für die Strafbarkeit ausreichend. Der Tatbestand ist mit bis zu drei Jahren Freiheitsstrafe bedroht. Übersteigen die vorenthaltenen Beiträge und Zuschläge 50.000 €, steigt der Strafrahmen auf sechs Monate bis fünf Jahre. Der Tatbestand gilt auch für leitende Angestellte wie Geschäftsführer, Vorstandsmitglieder und Prokuristen. Die Branchen mit dem größten Anteil an Sozialbetrug sind die Baubranche und die Gastronomie.